# Silene sennenii
Silene sennenii är en nejlikväxtart som beskrevs av Carlos Pau. Silene sennenii ingår i släktet glimmar, och familjen nejlikväxter. Inga underarter finns listade i Catalogue of Life.

## Bildgalleri

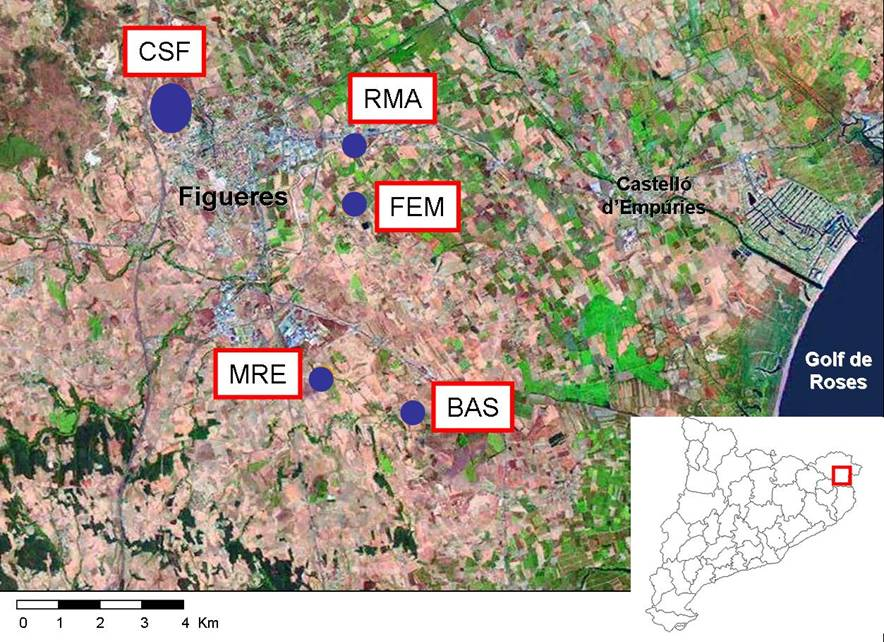